# Мельзиддинов, Руслан Адхамович
Руслан Адхамович Мельзиддинов (26 марта 1985, Коканд, Узбекская ССР, СССР) — защитник сборной Узбекистана и узбекского клуба Шуртан.
В течение нескольких сезонов числился в ферганском «Нефтчи». Выступал в ташкентском «Бунёдкоре». В 2013 году выступал в чемпионате Казахстана за талдыкорганский «Жетысу».
В начале 2015 года заключил контракт с иранским клубом Нафт МИС.